# Lightning Bolt (band)
Lightning Bolt is een avant-garde noiserockband uit Providence (Rhode Island). De groep wordt in 1994 opgericht door Brian Chippendale (drums) en Brian Gibson (basgitaar).

## Stijlkenmerken
Kenmerkend voor het geluid van de groep is de zware oversturing van de basgitaar en de snelle drumpatronen. Brian Gibson speelt basgitaar, waarvan een van de snaren vervangen is door een banjosnaar. De bandleden spelen nooit op het podium maar op de publieksvloer, waardoor ze een pit genereren. Verwante bands zijn Melt-Banana, Pink & Brown, The Locust.
Brian Chippendale speelt tevens in Mind Flayer en speelde als sessiemuzikant nummers van Björk in.

## Discografie

### Albums
- Lightning Bolt (1999)
- Ride the Skies (2001)
- Wonderful Rainbow (2003)
- Hypermagic Mountain (2005)
- Earthly Delights (2009)

### 7 Inch
- Split (met Forcefield) (1997)
- Conan (2000)

### DVD / Video
- The Power of Salad and Milkshakes (2002)
- Pick a Winner Compilation (2004)

### Compilaties
- Repopulation Program (Load) (1996)
- Fruited Other Surfaces (Vermiform) (1999)
- You're Soaking in It (Load) (1999)
- Bad Music for Bad People (Trash Art) (2000)
- Mish Mash Mush Mega Mix (2000)
- U.S. Pop Life Vol. 7: Random Access Music Machine (2001)
- KFJC Live from the Devil's Triangle Vol. III (2001)
- Real Slow Radio Compilation (Fort Thunder) (2001)
- U.S. Pop Life Vol. 12: Random Slice of Life at Ft. Thunder - Bands Who Played At (2002)
- A Benefit For Our Friends (DMBQ Tribute CD) (geen label) (2005)